# Château de Blutenburg
 (janvier 2022).
Si vous disposez d'ouvrages ou d'articles de référence ou si vous connaissez des sites web de qualité traitant du thème abordé ici, merci de compléter l'article en donnant les références utiles à sa vérifiabilité et en les liant à la section « Notes et références ».
Le Château de Blutenburg est un pavillon de chasse des ducs de Bavière situé à l'ouest de Munich, entre deux bras de la rivière Würm, dans le district de Pasing-Obermenzing.

## Histoire et description

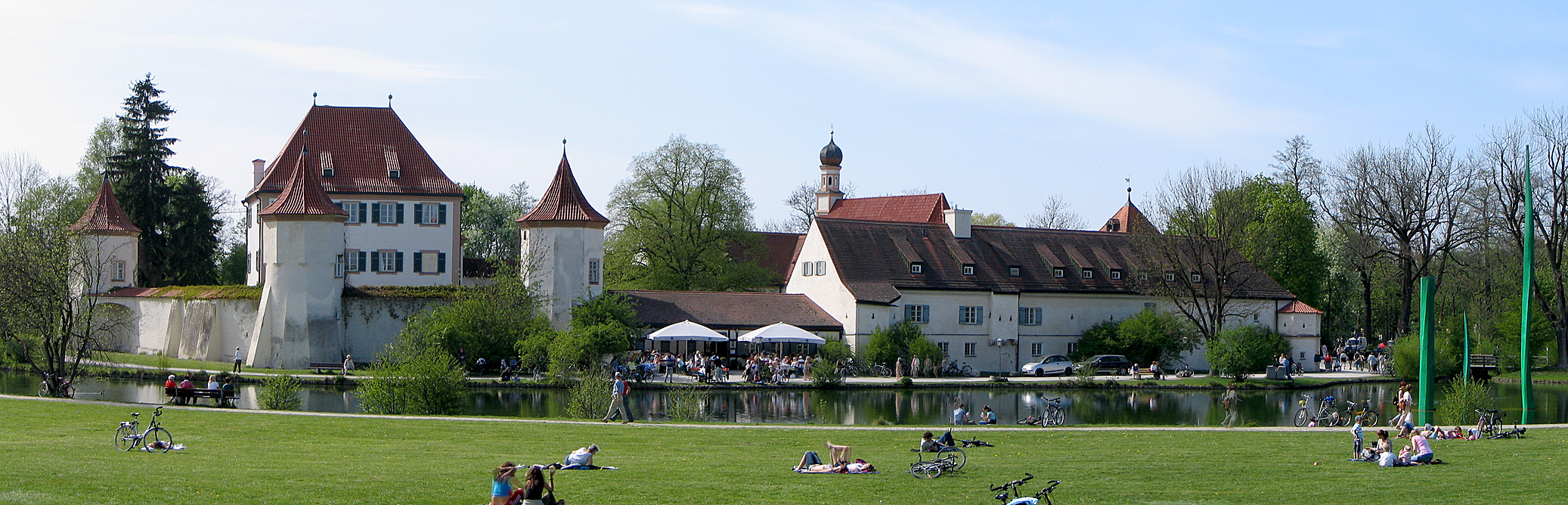
Château de Blutenburg, Munich, Allemagne.

Le château a été construit en 1438-39 pour le duc Albert III de Bavière de la Maison de Wittelsbach, fils d'Élisabeth Visconti. Son fils Sigismond de Bavière ordonna une extension du château en 1488 et y mourut en 1501. C'est lui qui ordonna la construction de l'église du château, chef-d'œuvre du gothique tardif qui a conservé les vitraux d'origine. À côté du maître-autel, trois tableaux de Jan Polack datant de 1491.
Le château fut gravement endommagé pendant la guerre de Trente Ans, mais fut reconstruit en 1680-81.
Le château est encore entouré d'une muraille à quatre tours.

## Galerie

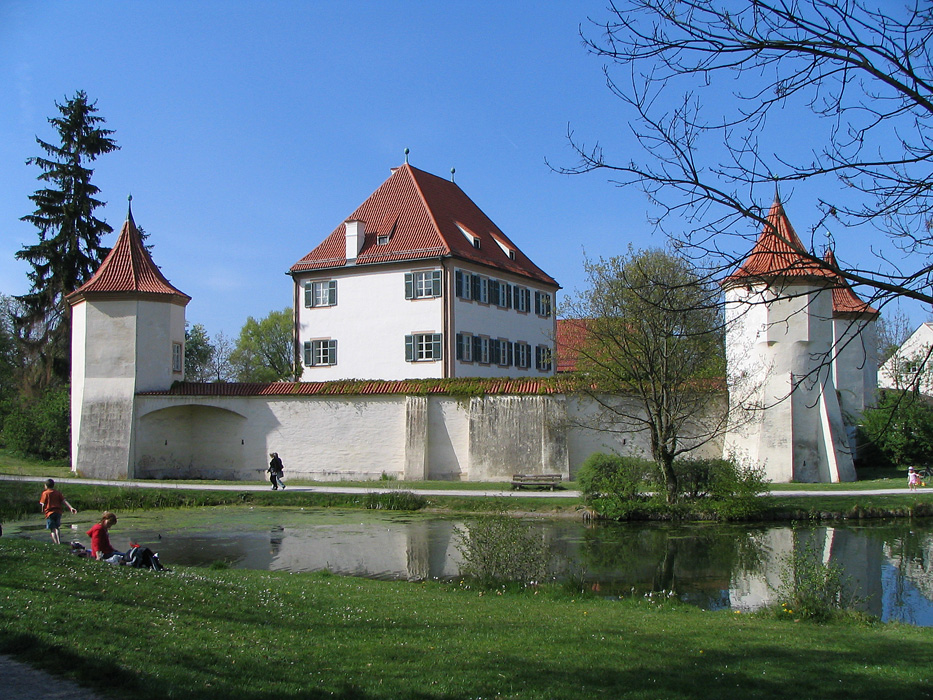
Vue du château de l'extérieur
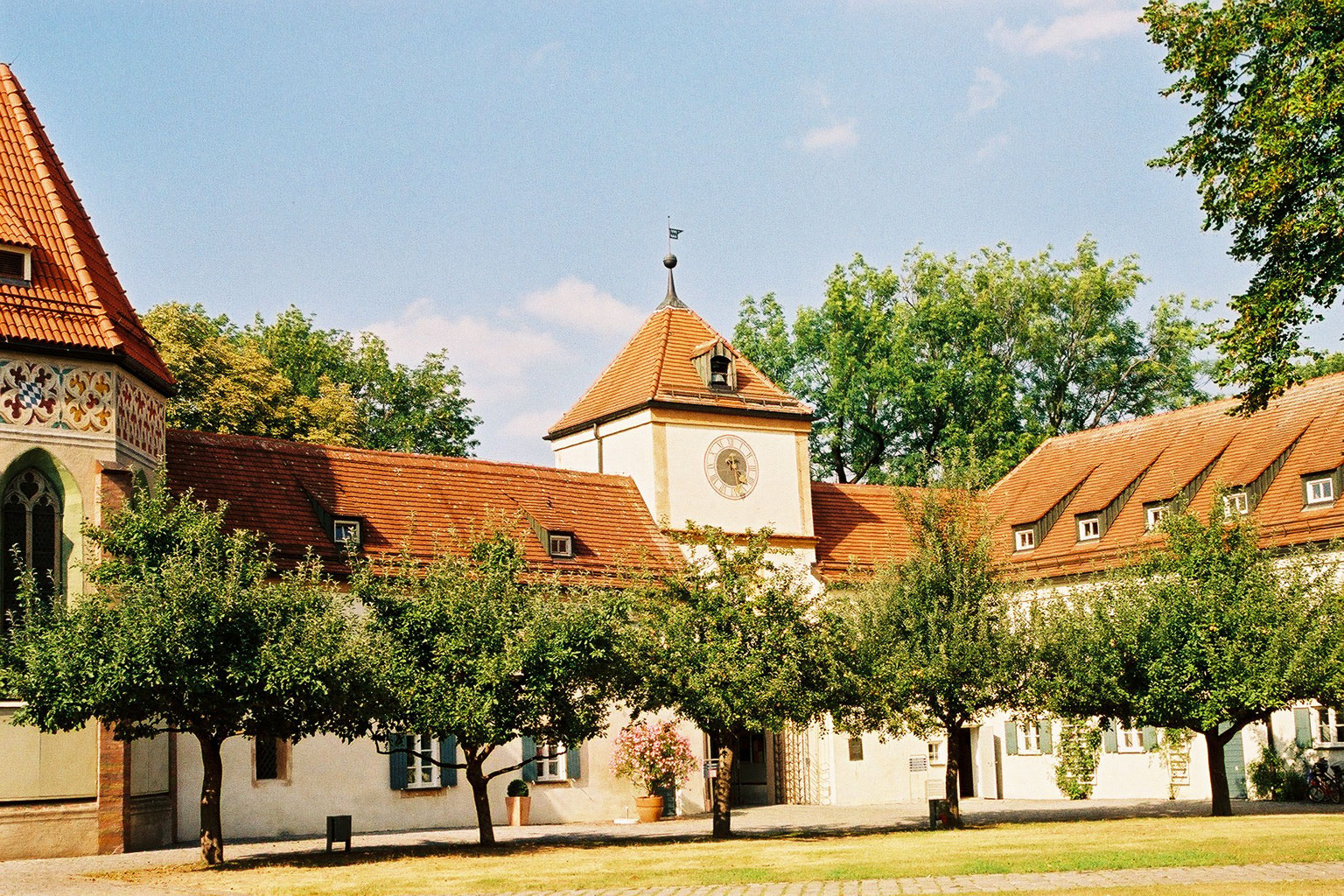
Cour intérieure du château
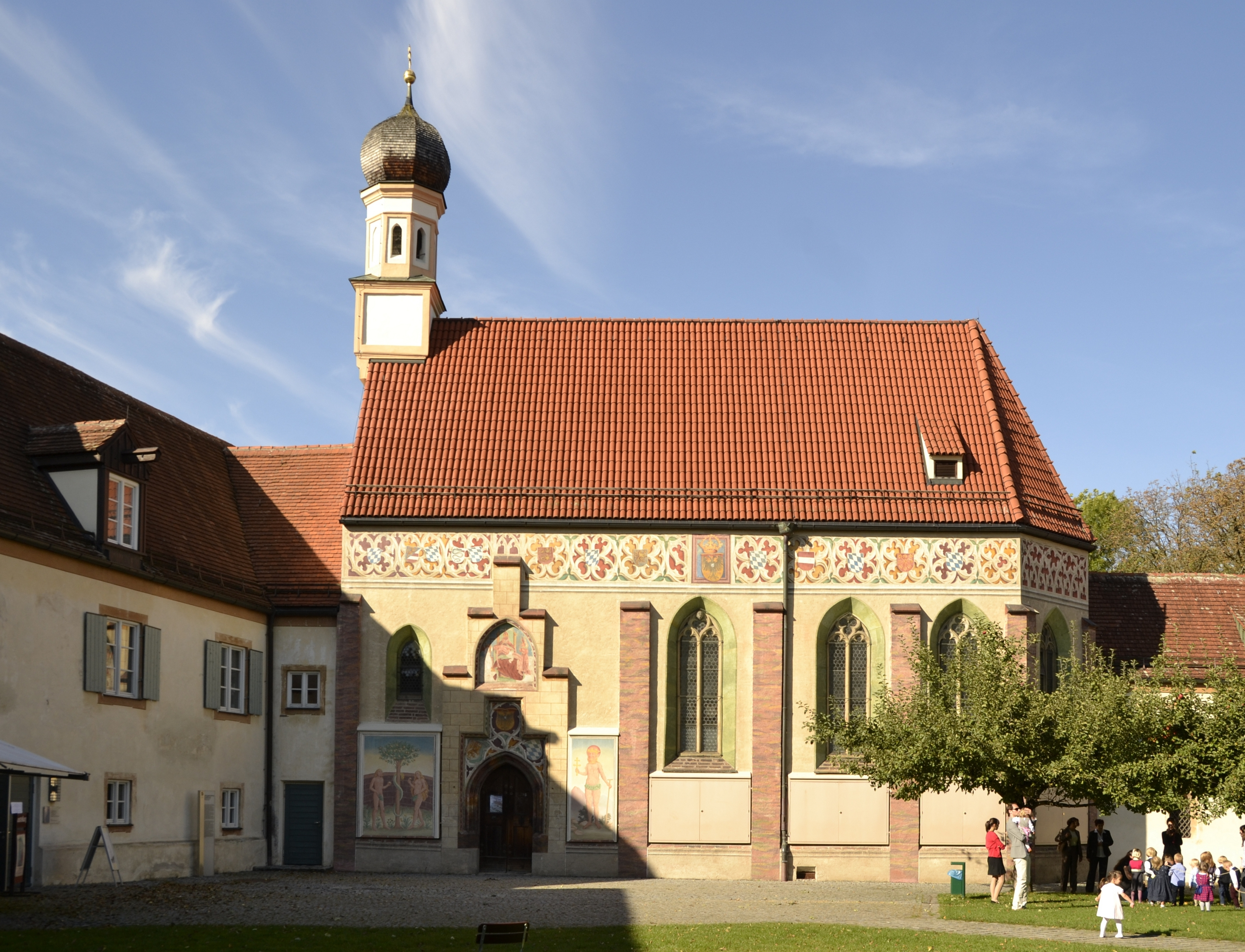
La chapelle du château
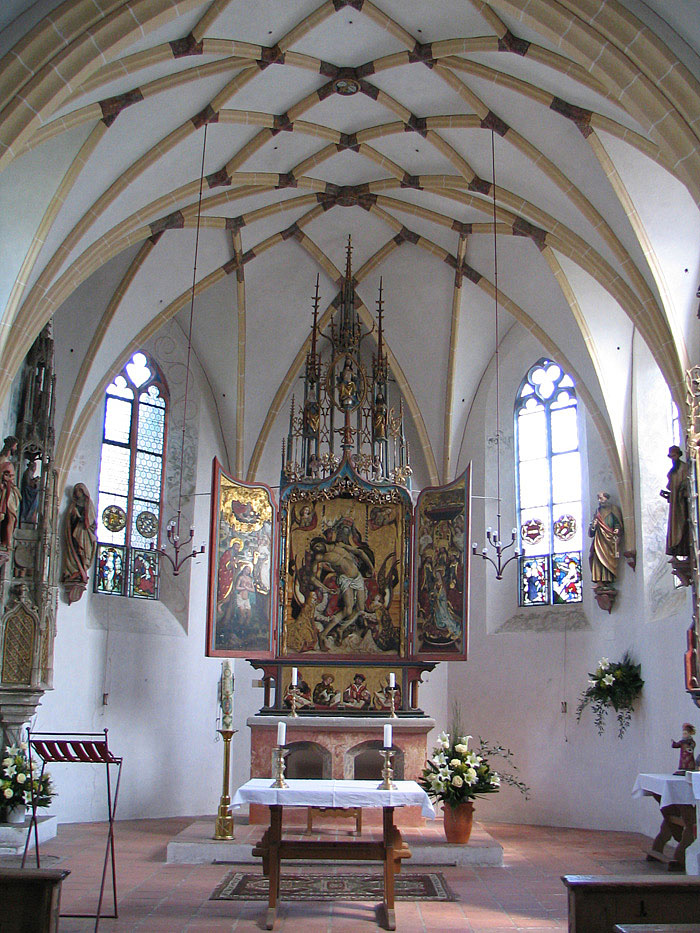
Intérieur de la chapelle du château